# Kuno Lorenz
Kuno Lorenz, född 17 september 1932, är en tysk filosof. Han studerade fysik, matematik och filosofi i Tübingen, Hamburg och Bonn. Han är sedan 1970 professor i filosofi i Hamburg, och är kanske mest känd för sina bidrag till Erlangeskolans språkfilosofi och logik.